# ウォルター・ホーン
ウォルター・ウィリアム・ホーン (Walter William Horn、1908年1月18日 – 1995年12月26日）は、ドイツ・ハイデルベルク出身のアメリカの美術史家、軍人、大学教授。ドイツ名ヴァルター・ヴィルヘルム・ホルン（Walther Wilhelm Horn）。第二次世界大戦後にナチスが強奪した神聖ローマ皇帝の帝国宝物の捜索にあたった。

## 生涯
1908年1月18日にバーデン大公国ハイデルベルクで生まれる。進学したハンブルク大学ではエルヴィン・パノフスキーに薫陶を受けていた。1934年に博士号取得する。ドイツでナチス党が政権を獲得した1930年代にフィレンツェを経由してアメリカへと渡る。1937年まで滞在したフィレンツェ時代にはバーナード・ベレンソン、イザベラ・スチュワート・ガードナーに出会う。1938年にアメリカ移住後にアメリカ合衆国の市民権を得て、カリフォルニア大学バークレー校で講師を務めたのちに同校教授。第二次世界大戦勃発後はスパイの可能性があるとして要注意人物リストに載っていたが、歩兵に志願する。ジョージ・パットン率いる第3軍で中尉。ドイツ語が話せることから捕虜の尋問を担当した。
終戦後、美術の知識を買われ、記念碑、造形芸術および記録文献部に所属し、ナチスに略奪、隠匿された神聖ローマ帝国のレガリアである帝国宝物や聖槍、王笏を発見した。